# Telemark-Weltmeisterschaft 2003
Die Telemark-Weltmeisterschaft 2003 des Ski-Weltverbandes FIS fand vom 22. März bis 24. März in The Big Mountain, 2007 in Whitefish Mountain Resort umbenannt, in Montana, USA statt.

## Teilnehmer
| Europa (9 Länder)                                           | Europa (9 Länder)                          |
| ----------------------------------------------------------- | ------------------------------------------ |
| - Dänemark - Deutschland - Frankreich - Finnland - Norwegen | - Slowenien - Schweden - Schweiz - Spanien |
| Amerika (2 Länder)                                          |                                            |
| - Kanada                                                    | - Vereinigte Staaten                       |
| Asien (1 Land)                                              |                                            |
| - Japan                                                     |                                            |

## Medaillenspiegel

### Nationen
| Platz | Land               | Gold | Silber | Bronze | Gesamt |
| ----- | ------------------ | ---- | ------ | ------ | ------ |
| 1     | Norwegen           | 3    | 2      | 5      | 10     |
| 2     | Frankreich         | 3    | 1      | –      | 4      |
| 3     | Slowenien          | 1    | 2      | –      | 3      |
| 4     | Schweiz            | 1    | 2      | –      | 3      |
| 5     | Schweden           | –    | 1      | 2      | 3      |
| 6     | Vereinigte Staaten | –    | –      | 1      | 1      |
| 6     | Finnland           | –    | –      | 1      | 1      |

### Sportler
| Platz | Sportler(in)     | Land | Gold | Silber | Bronze | Gesamt |
| ----- | ---------------- | ---- | ---- | ------ | ------ | ------ |
| 1     | Amy N'Guyen      | FRA  | 3    | 1      | –      | 4      |
| 2     | Eirik Rykhus     | NOR  | 3    | –      | 1      | 4      |
| 3     | David Primožič   | SLO  | 1    | 2      | –      | 3      |
| 4     | Françoise Matter | SUI  | 1    | 1      | –      | 2      |
| 5     | Lena Rogell      | SWE  | –    | 1      | 1      | 2      |
| 5     | Line Aas Sandnes | NOR  | –    | 1      | 1      | 2      |
| 7     | Tony Burn        | SUI  | –    | 1      | –      | 1      |
| 7     | Kjetil Søvik     | NOR  | –    | 1      | –      | 1      |
| 9     | Halvor Drøpping  | NOR  | –    | –      | 1      | 1      |
| 9     | Lene Håsksold    | NOR  | –    | –      | 1      | 1      |
| 9     | Per Lindstroem   | NOR  | –    | –      | 1      | 1      |
| 9     | Pia Raita        | FIN  | –    | –      | 1      | 1      |
| 9     | Reid Sabin       | USA  | –    | –      | 1      | 1      |
| 9     | Børge Søvik      | NOR  | –    | –      | 1      | 1      |

## Herren

### Sprint Classic
| Platz | Name                | Zeit 1.     | Zeit 2.     | Gesamt      |
| ----- | ------------------- | ----------- | ----------- | ----------- |
| 01    | David Primožič      | 1:06,92 min | 1:09,13 min | 2:16,05 min |
| 02    | Kjetil Søvik        | 1:07,74 min | 1:08,63 min | 2:16,37 min |
| 03    | Eirik Rykhus        | 1:07,48 min | 1:09,87 min | 2:17,35 min |
| 03    | Per Lindstroem      | 1:07,00 min | 1:10,35 min | 2:17,35 min |
| 05    | Halvor Drøpping     | 1:07,81 min | 1;10,41 min | 2:18,22 min |
| 06    | Eivand Modalsli     | 1:09,12 min | 1:10,25 min | 2:19,37 min |
| 07    | Martin Thornberg    | 1:09,77 min | 1:10,73 min | 2:20,50 min |
| 08    | Bjørn Erik Gunnerød | 1:08,96 min | 1:12,71 min | 2:21,67 min |
| 09    | Per Bylund          | 1:09,57 min | 1:12,60 min | 2:22,17 min |
| 10    | Armin Kiser         | 1:11,06 min | 1:12,49 min | 2:23,55 min |

### Riesenslalom
| Platz | Name                | Zeit 1.   | Zeit 2.   | Gesamt      |
| ----- | ------------------- | --------- | --------- | ----------- |
| 01    | Eirik Rykhus        | 54,50 sec | 51,94 sec | 1:46,44 min |
| 02    | David Primožič      | 56,50 sec | 52,02 sec | 1:48,52 min |
| 03    | Børge Søvik         | 56,69 sec | 52,45 sec | 1:49,14 min |
| 04    | Reid Sabin          | 57,93 sec | 51,42 sec | 1:49,35 min |
| 05    | Per Lindstroem      | 58,16 sec | 51,55 sec | 1:49,71 min |
| 06    | Tony Burn           | 57,67 sec | 52,39 sec | 1:50,06 min |
| 07    | David Urban Simčič  | 57,48 sec | 52,82 sec | 1:50,30 min |
| 08    | Per Bylund          | 56,08 sec | 54,86 sec | 1:50,94 min |
| 09    | Bjørn Erik Gunnerød | 55,48 sec | 55,61 sec | 1:51,09 min |
| 10    | Halvor Drøpping     | 56,03 sec | 55,19 sec | 1:51,22 min |

### Classic
| Platz | Name            | Zeit        |
| ----- | --------------- | ----------- |
| 01    | Eirik Rykhus    | 3:24,96 min |
| 02    | Tony Burn       | 3:26,42 min |
| 03    | Reid Sabin      | 3:28,43 min |
| 04    | Kjetil Søvik    | 3:29,28 min |
| 05    | Adriano Iseppi  | 3:29,85 min |
| 06    | Halvor Drøpping | 3:30,54 min |
| 07    | Bjørn Gunnerød  | 3:31,56 min |
| 08    | Eivind Modalsli | 3:32,35 min |
| 09    | David Primožič  | 3:32,37 min |
| 10    | Xavier Tissot   | 3:35,02 min |

### Overall
| Platz | Name                | Sprint      | Riesenslalom | Classic     | Gesamt      |
| ----- | ------------------- | ----------- | ------------ | ----------- | ----------- |
| 01    | Eirik Rykhus        | 3:24,96 min | 2:17,35 min  | 1:46,44 min | 7:28,75 min |
| 02    | David Primožič      | 3:32,37 min | 2:16,05 min  | 1:48,52 min | 7:36,94 min |
| 03    | Halvor Drøpping     | 3:30,34 min | 2:18,22 min  | 1:51,22 min | 7:39,78 min |
| 04    | Bjørn Erik Gunnerød | 3:31,56 min | 2:21,67 min  | 1:51,09 min | 7:44,32 min |
| 05    | Per Lindstroem      | 3:39,69 min | 2:17,35 min  | 1:49,71 min | 7:46,75 min |
| 06    | Kjetil Søvik        | 3:29,28 min | 2:16,37 min  | 2:03,32 min | 7:48,97 min |
| 07    | Elvind Modalsli     | 3:32,35 min | 2:19,37 min  | 1:59,65 min | 7:51,37 min |
| 08    | Xavier Tissot       | 3:35,02 min | 2:24,78 min  | 1:54,29 min | 7:54,09 min |
| 09    | Børge Søvik         | 3:36,43 min | 2:28,62 min  | 1:49,14 min | 7:54,19 min |
| 10    | Martin Thornberg    | 3:44,92 min | 2:20,50 min  | 1:51,28 min | 7:56,70 min |

## Damen

### Sprint Classic
| Platz | Name              | Zeit 1.     | Zeit 2.     | Gesamt      |
| ----- | ----------------- | ----------- | ----------- | ----------- |
| 01    | Françoise Matter  | 1:04,52 min | 1:08,61 min | 2:13,13 min |
| 02    | Amy N'Guyen       | 1:06,19 min | 1:06,99 min | 2:13,18 min |
| 03    | Lene Håsksold     | 1:05,88 min | 1:08,18 min | 2:14,06 min |
| 04    | Lena Rogell       | 1:06,89 min | 1:10,00 min | 2:16,89 min |
| 05    | Pia Raita         | 1:07,44 min | 1:10,71 min | 2:18,15 min |
| 06    | Lina Aas Sandnes  | 1:06,96 min | 1:12,52 min | 2:19,48 min |
| 07    | Dora Štuhec       | 1:11,36 min | 1:09,52 min | 2:22,88 min |
| 08    | Tønje Reusch Berg | 1:10,92 min | 1:12,76 min | 2:28,80 min |
| 09    | Larissa Pitton    | 1:15,02 min | 1:13,78 min | 2:42,79 min |
| 10    | Sigrid Rykhus     | 1:10,95 min | 1:18,34 min | 2:29,29 min |

### Riesenslalom
| Platz | Name                   | Zeit 1.     | Zeit 2.     | Gesamt      |
| ----- | ---------------------- | ----------- | ----------- | ----------- |
| 01    | Amy N'Guyen            | 59,45 sec   | 57,54 sec   | 1:56,99 min |
| 02    | Françoise Matter       | 1:01,00 min | 56,16 sec   | 1:57,16 min |
| 03    | Lena Rogell            | 1:00,30 min | 56,94 sec   | 1:57,24 min |
| 04    | Line Aas Sandnes       | 1:00,10 min | 59,36 sec   | 1:59,46 min |
| 05    | Thompson McCarthy Cody | 1:03,37 min | 57,64 sec   | 2:01,01 min |
| 06    | Dora Štuhec            | 1:03,00 min | 1:00,16 min | 2:03,16 min |
| 07    | Sandra Haelldahl       | 58,85 sec   | 1:06,46 min | 2:05,31 min |
| 08    | Verena Spitzer         | 1:08,05 min | 59,76 sec   | 2:07,81 min |
| 09    | Larissa Pitton         | 1:08,07 min | 1:02,02 min | 2:10,09 min |
| 10    | Emi Miyazawa           | 1:09,27 min | 1:02,69 min | 2:11,96 min |

### Classic
| Platz | Name                   | Zeit        |
| ----- | ---------------------- | ----------- |
| 01    | Amy N'Guyen            | 3:43,79 min |
| 02    | Line Aas Sandnes       | 3:45,42 min |
| 03    | Pia Raita              | 3:46,15 min |
| 04    | Lena Rogell            | 3:49,54 min |
| 05    | Dora Štuhec            | 3:51,05 min |
| 06    | Sandra Haelldahl       | 3:52,35 min |
| 07    | Françoise Matter       | 3:57,31 min |
| 08    | Thompson McCarthy Cody | 3:57,94 min |
| 09    | Tønje Reusch Berg      | 4:00,97 min |
| 10    | Sigrid Rykhus          | 4:06,15 min |

### Overall
| Platz | Name                   | Sprint      | Riesenslalom | Classic     | Gesamt      |
| ----- | ---------------------- | ----------- | ------------ | ----------- | ----------- |
| 01    | Amy N'Guyen            | 3:43,79 min | 2:13,18 min  | 1:56,99 min | 7:53,96 min |
| 02    | Lena Rogell            | 3:49,54 min | 2:16,89 min  | 1:57,24 min | 8:03,67 min |
| 03    | Line Aas Sandnes       | 3:45,42 min | 2:19,48 min  | 1:59,46 min | 8:04,36 min |
| 04    | Françoise Matter       | 3:57,31 min | 2:13,13 min  | 1:57,16 min | 8:07,60 min |
| 05    | Dora Štuhec            | 3:51,05 min | 2:22,88 min  | 2:03,16 min | 8:17,09 min |
| 06    | Tønje Reusch Berg      | 4:00,97 min | 2:23,68 min  | 2:13,70 min | 8:38,35 min |
| 07    | Thompson McCarthy Cody | 3:57,94 min | 2:45,57 min  | 2:01,01 min | 8:44,52 min |
| 08    | Verena Spitzer         | 4:10,55 min | 2:29,97 min  | 2:07,81 min | 8:48,33 min |
| 09    | Larissa Pitton         | 4:31,88 min | 2:28,80 min  | 2:10,09 min | 9:10,77 min |
| 10    | Emi Miyazawa           | 4:19,44 min | 2:41,38 min  | 2:11,96 min | 9:12,78 min |